# Мусорные облигации
Мусорная (бросовая) облигация (англ. high-yield bond, non-investment-grade bond, speculative-grade bond, junk bond) — высокодоходные облигации с кредитным рейтингом ниже инвестиционного уровня (Ba / ВВ и ниже), либо без рейтинга. Подобные ценные бумаги обычно выпускаются компаниями, не имеющими длительной истории и солидной деловой репутации, но нуждающимися в денежных средствах.
Часто используются при проведении поглощений (в том числе враждебных) и выкупов — предлагаются акционерам вместо наличных денег.

## История
Популярность мусорных облигаций росла с конца 1970-х годов.
Широко использовались Майклом Милкеном в 1980-е годы. На 1987 год Милкен и его группа контролировала около 60 % оборота подобных бумаг, их общий объем оценивался в 60 млрд долларов США.
По данным Bloomberg, на конец 2015 года объем рынка мусорных облигаций достиг 2.2 триллиона долларов. Средняя доходность облигаций с рейтингами ССС+ и ниже оценивалась в 17 %.

## Системы рейтингов
Для специализированных инвесторов на рынке существуют индексы высокодоходных облигации. Индексы для широкого рынка высокодоходных включают:
1. S&P U.S. Issued High Yield Corporate Bond Index (SPUSCHY);
2. CSFB High Yield II Index (CSHY);
3. Citigroup US High-Yield Market Index;
4. Merrill Lynch High Yield Master II (H0A0);
5. Barclays High Yield Index и Bear Stearns High Yield Index (BSIX).

Некоторые инвесторы предпочитают работать с более высоким рейтингом и менее рискованными инвестициями, используют индекс, который включает в себя только ценные бумаги с B и BB-рейтингом, такие как Merrill Lynch Global High Yield BB-B Rated Index (HW40). Другие инвесторы выбирают бумаги с самым низким качеством долгов c рейтингом CCC или проблемными ценными бумагами, как правило, в них попадают бумаги, находящиеся на уровне 1500 базисных пунктов по эквивалентным государственным облигациям.

## В России
В РФ сегмент высокодоходных облигаций появился в начале 2018 года, когда с дебютом на рынок начали выходить эмитенты малого и среднего бизнеса, заимствующие небольшие суммы на короткие сроки с высокой ставкой купона. Законодательно понятие высокодоходных облигаций в России не закреплено.
Агентство Cbonds рассчитывает единственный в РФ индекс высокодоходных облигаций российского рынка Cbonds-CBI RU High Yield. В базу расчета индекса включаются облигации объемом до 2 млрд рублей включительно, оставшийся срок до погашения / досрочного погашения которых превышает 182 дня, а текущая ставка купона равна или превышает значение «Ключевая ставка ЦБ РФ + 5 %». Дата начала расчета индекса — 1 января 2018 года. В индексный список за 2 июля 2020 года входил 81 выпуск бумаг.